# Carl Friedrich Deiker
Carl Friedrich Deiker, né le 3 avril 1836 à Wetzlar et mort le 19 mars 1892 à Düsseldorf, est un peintre animalier et illustrateur prussien.

## Biographie
Carl Friedrich Deiker est le fils de Friedrich Deiker, peintre et professeur de dessin au lycée de la ville. Son frère aîné, Johannes Deiker, auprès de qui il apprend à dessiner, après la mort de leur père en 1843, est un peintre spécialiste de scènes de chasse. Carl Friedrich Deiker entre à l'académie de dessin de Hanau, où il est élève de Theodor Pélissier (1794-1863), son directeur, puis étudie à l'atelier de Johann Wilhelm Schirmer à Carlsruhe.
Deiker se spécialise dans la peinture de genre animalier liée à la chasse ou à la nature sauvage. Il vit à Düsseldorf à partir de 1864 et peint des sangliers, des combats de cerfs, des renards, du gibier à plumes, etc. Une de ses toiles représentant des Chiens poursuivant leur proie se trouve au musée de Cologne. Il illustre aussi des revues et des livres sur la chasse.

## Illustrations

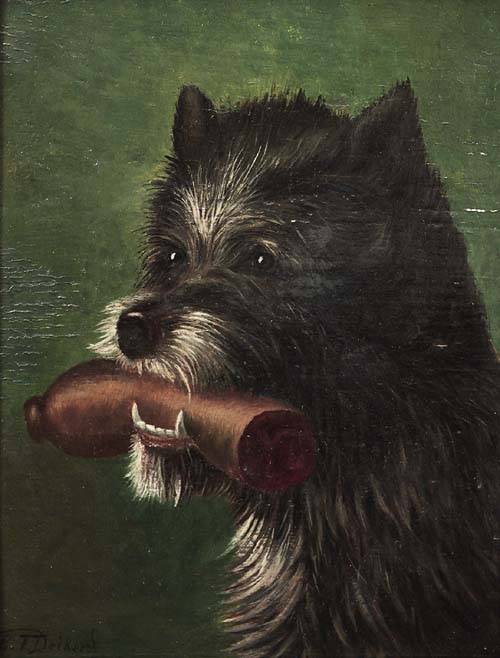
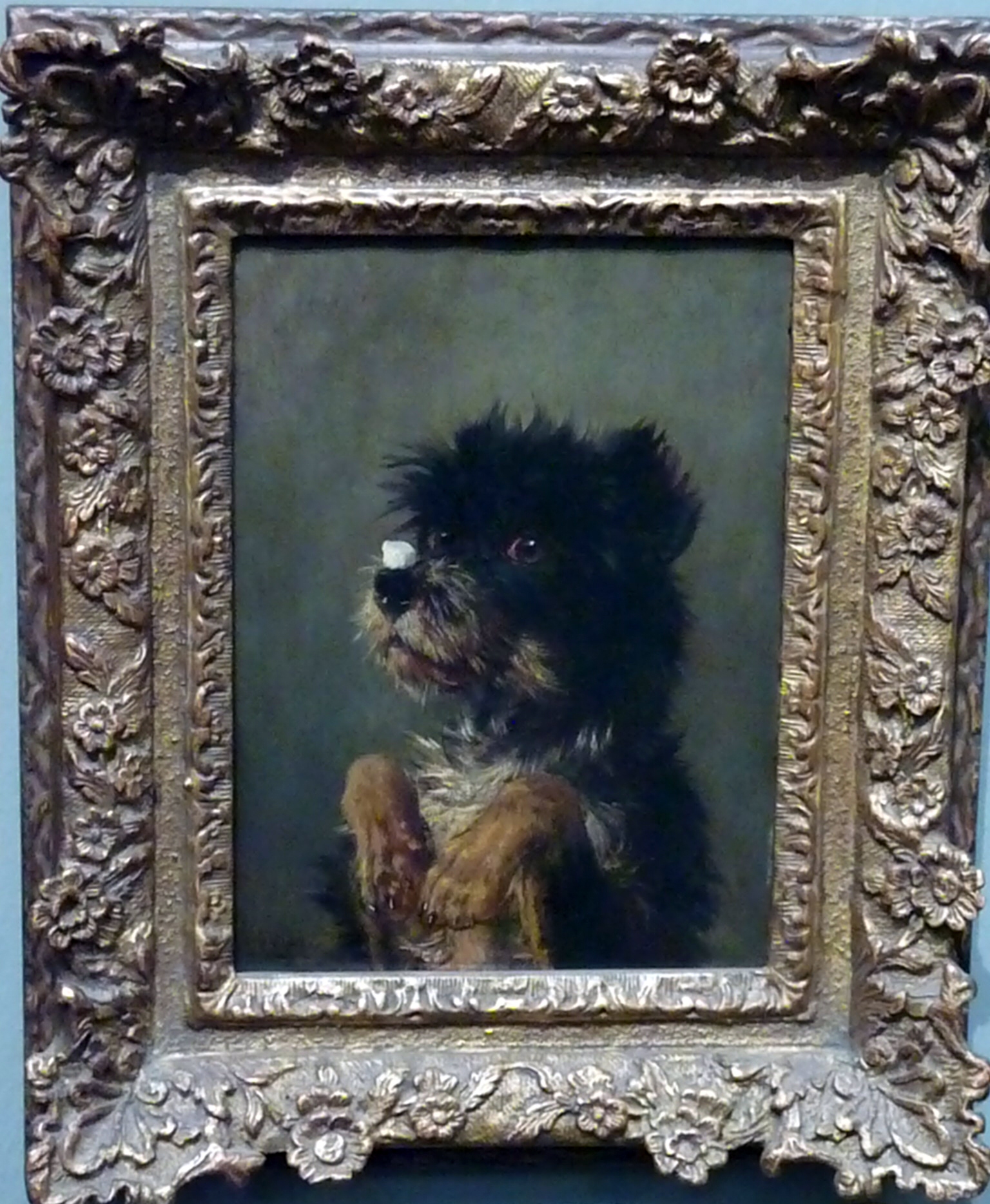
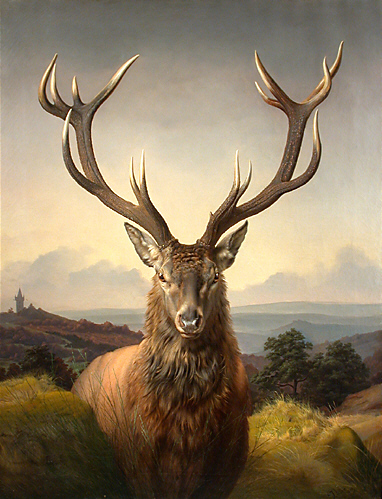
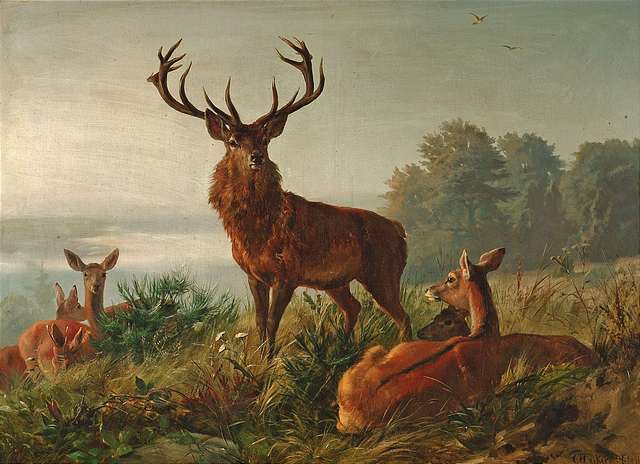
Cerf et biches (1871)
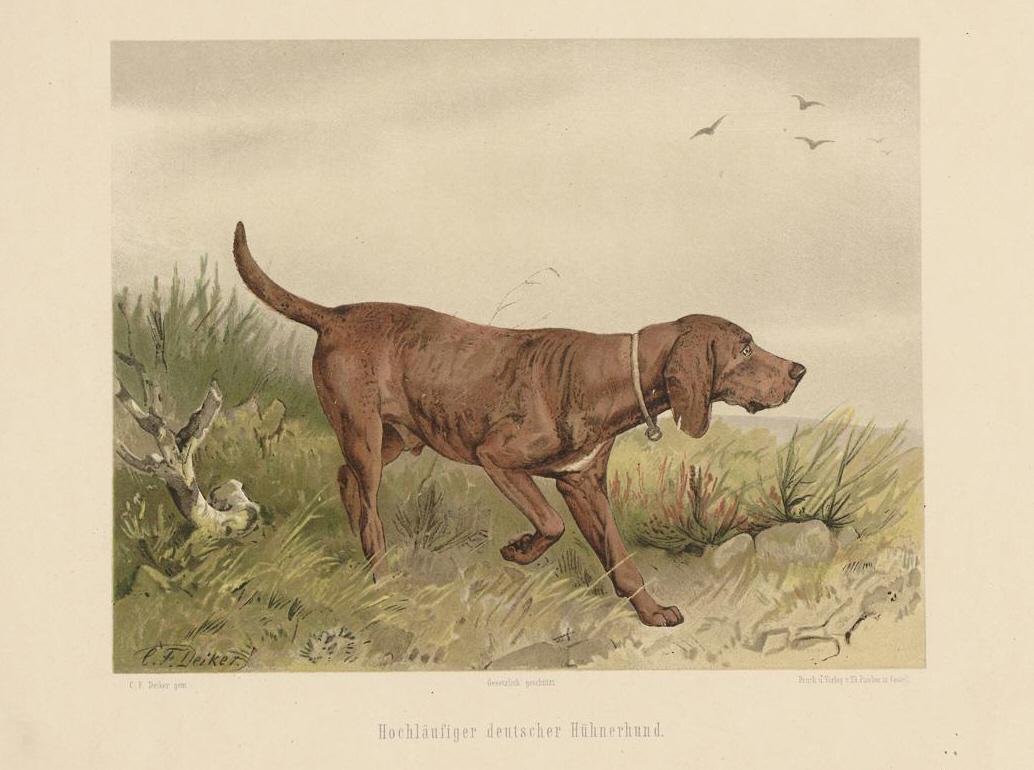
Chien d'arrêt allemand dans Jagdbare Tiere (1875)
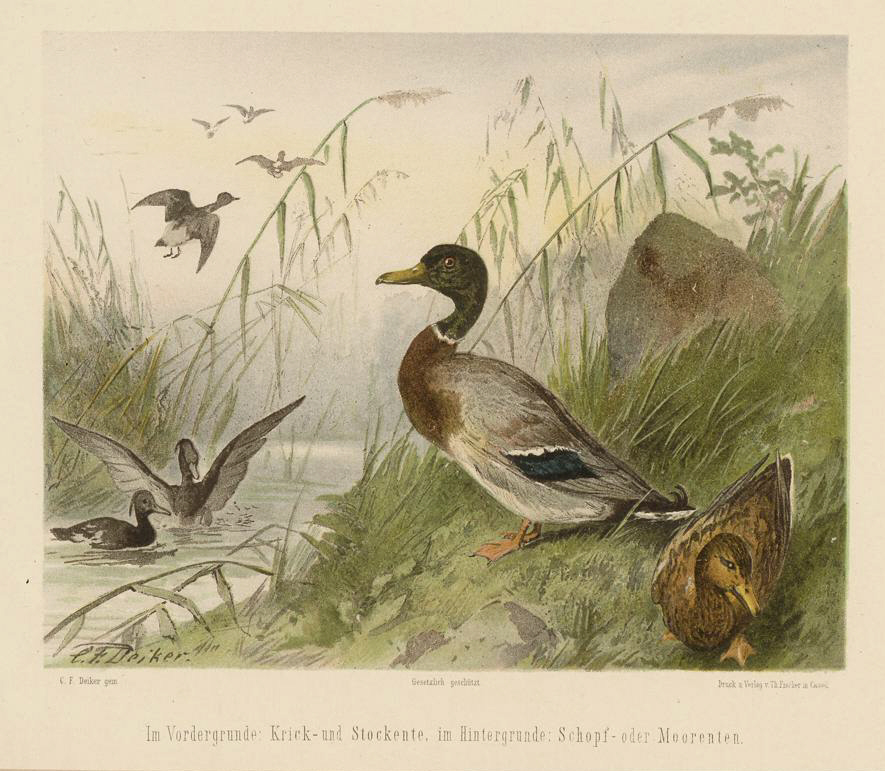
Colverts dans Jagdbare Tiere (1875)
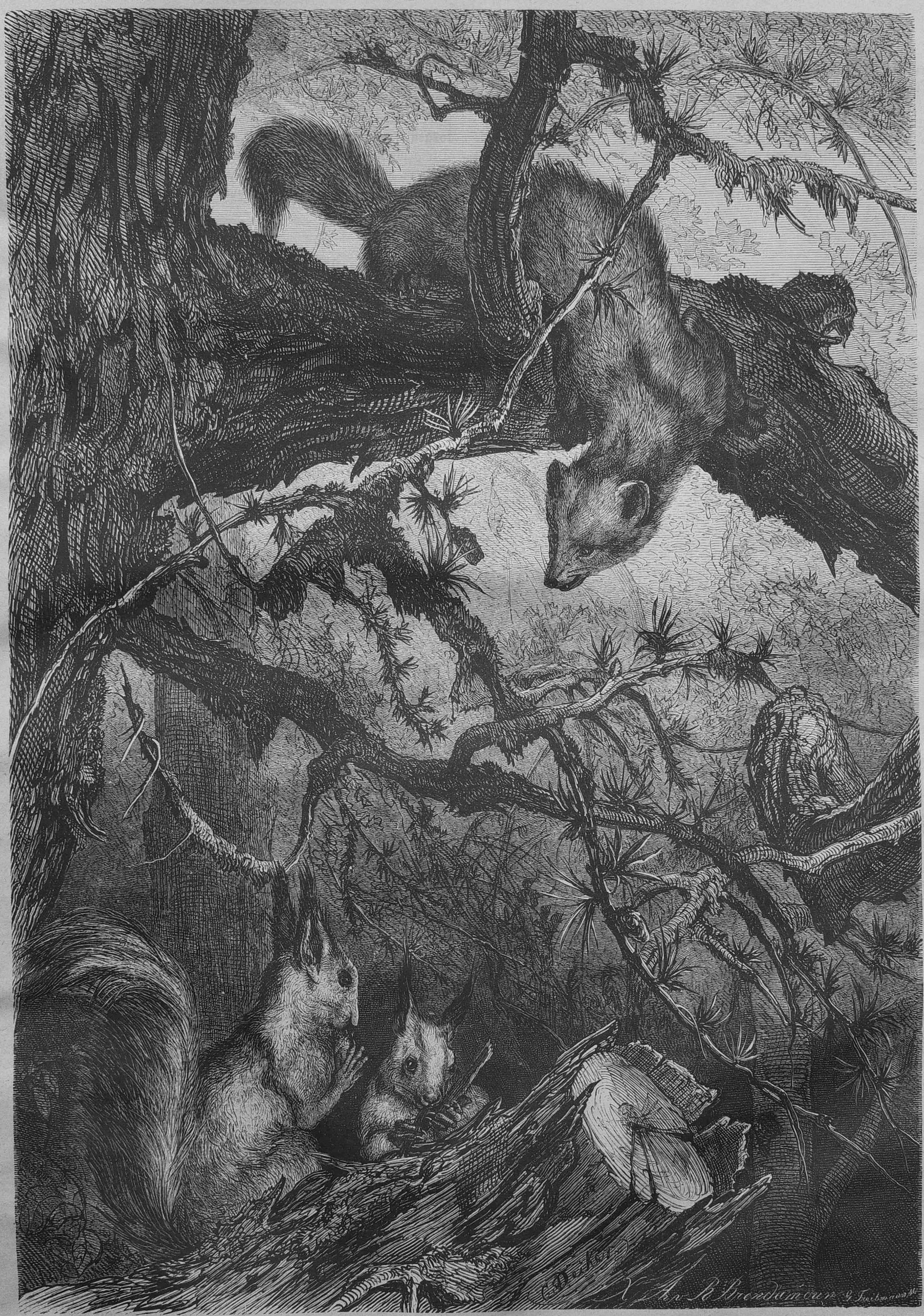
Gravure dans Die Gartenlaube d'après une œuvre de Deiker
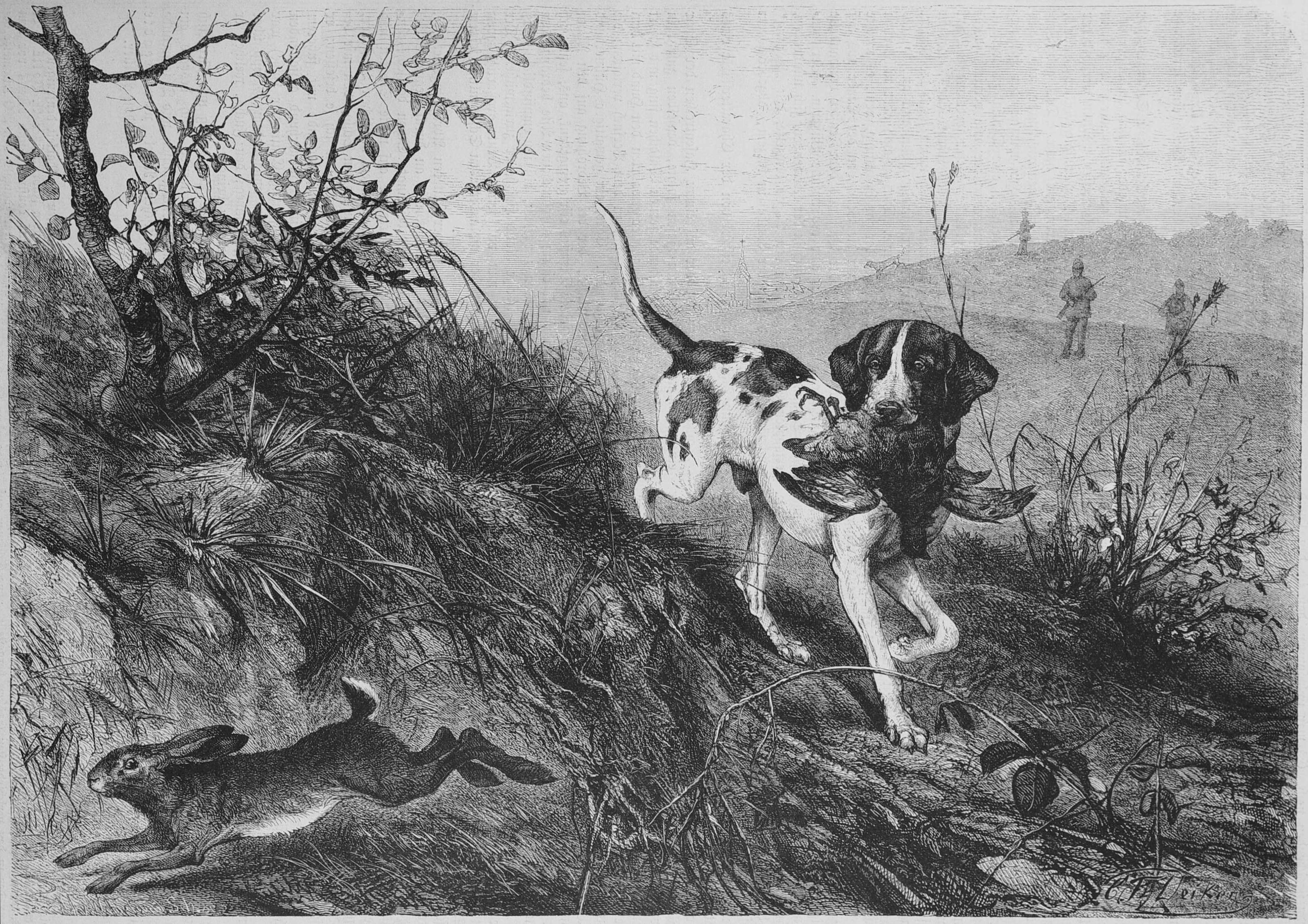
Chien de chasse, gravure dans Die Gartenlaube (1880)
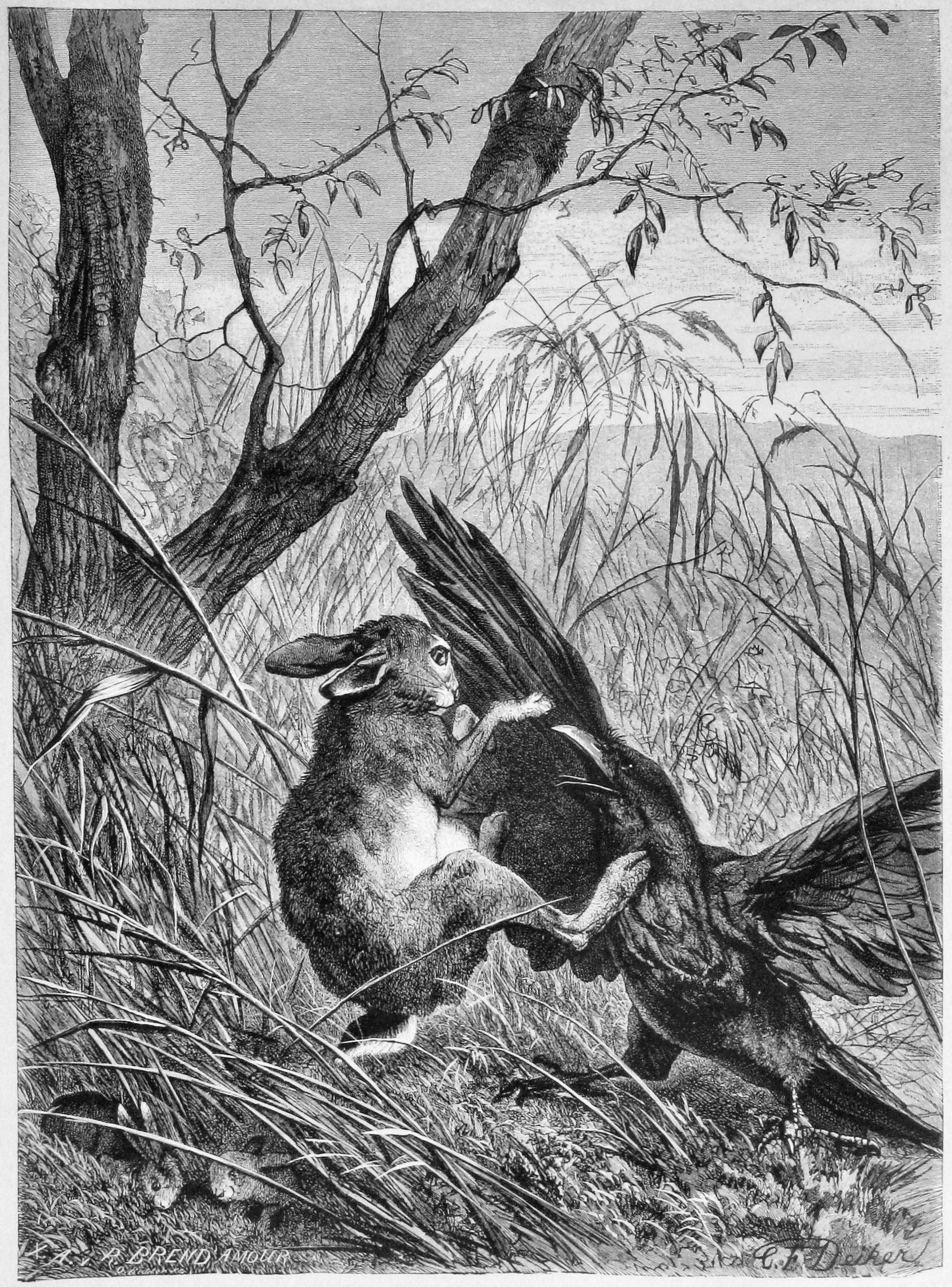
Lièvre et corbeau, gravure dans Die Gartenlaube (1883)
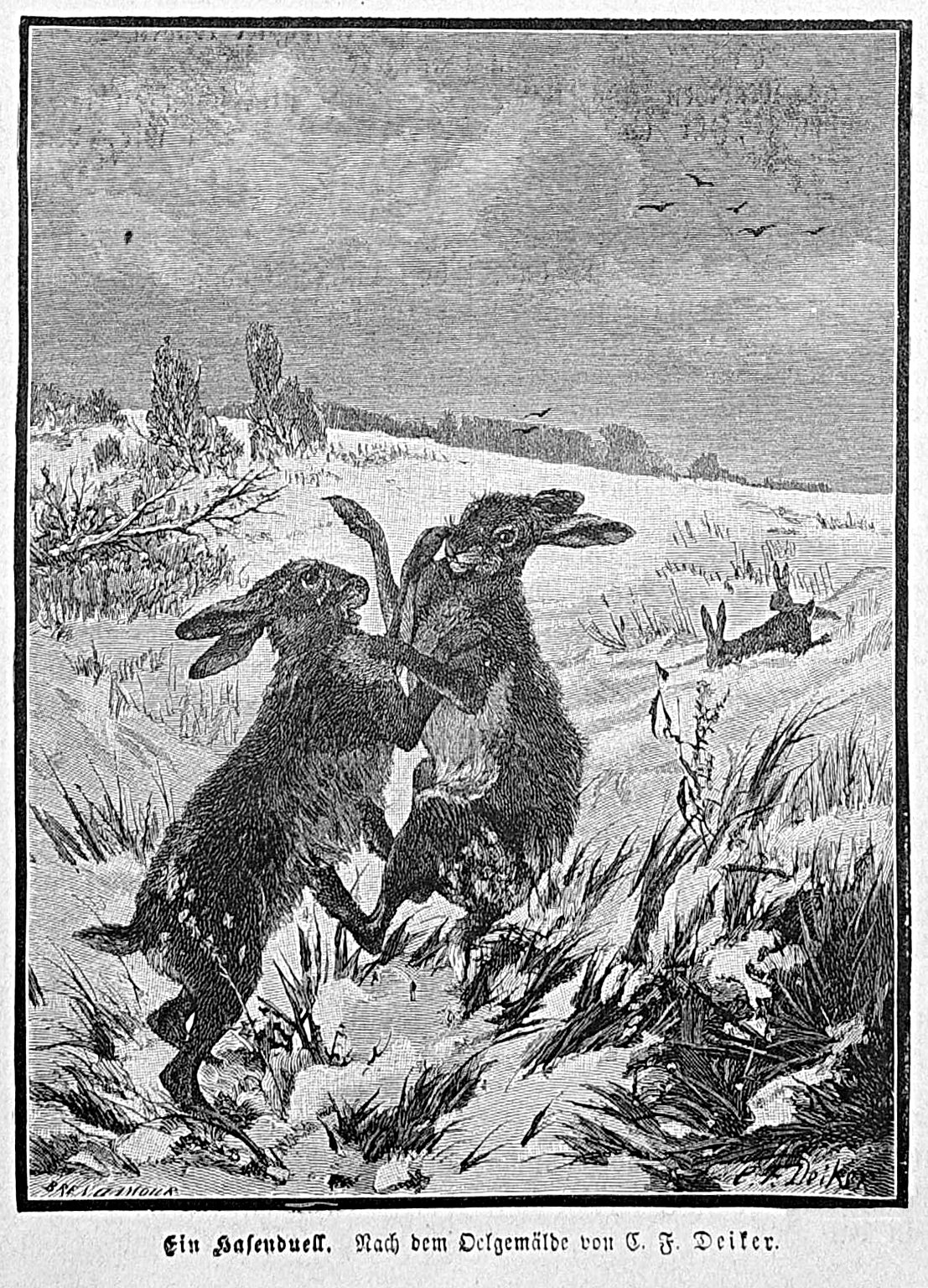
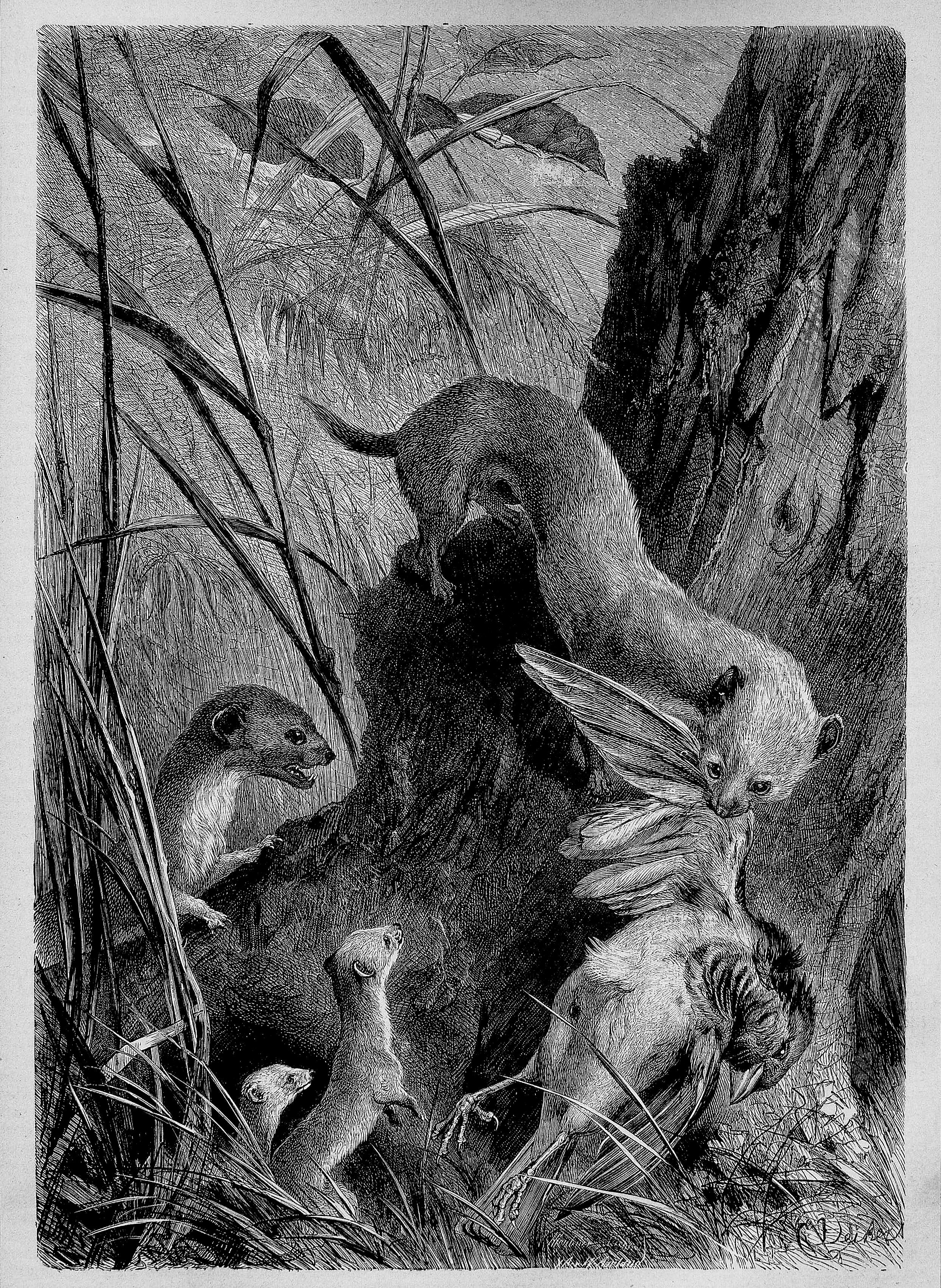
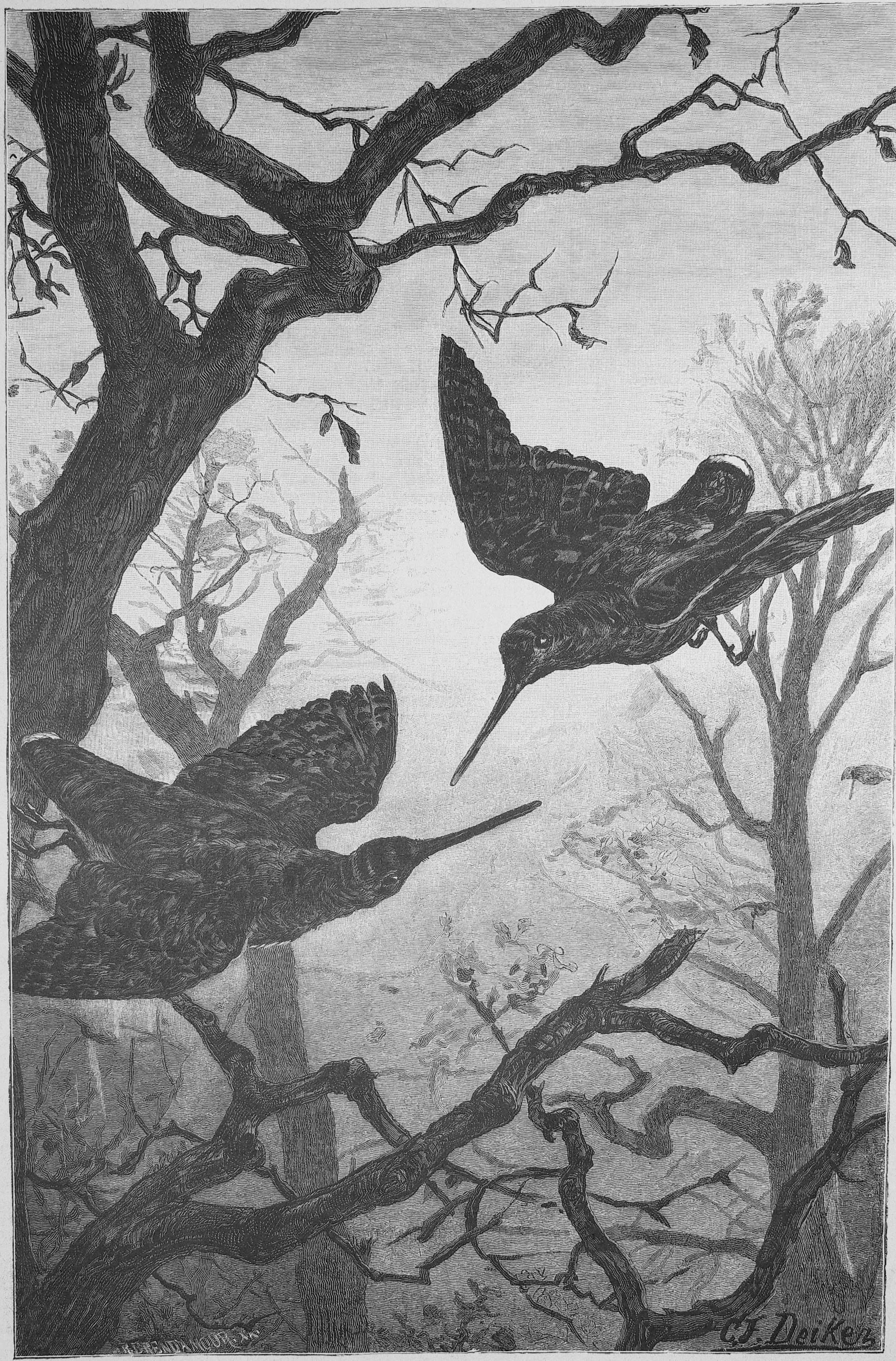
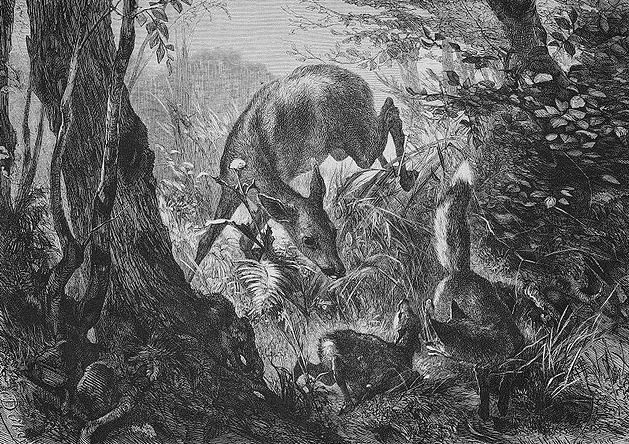